# Chevrolet 3100

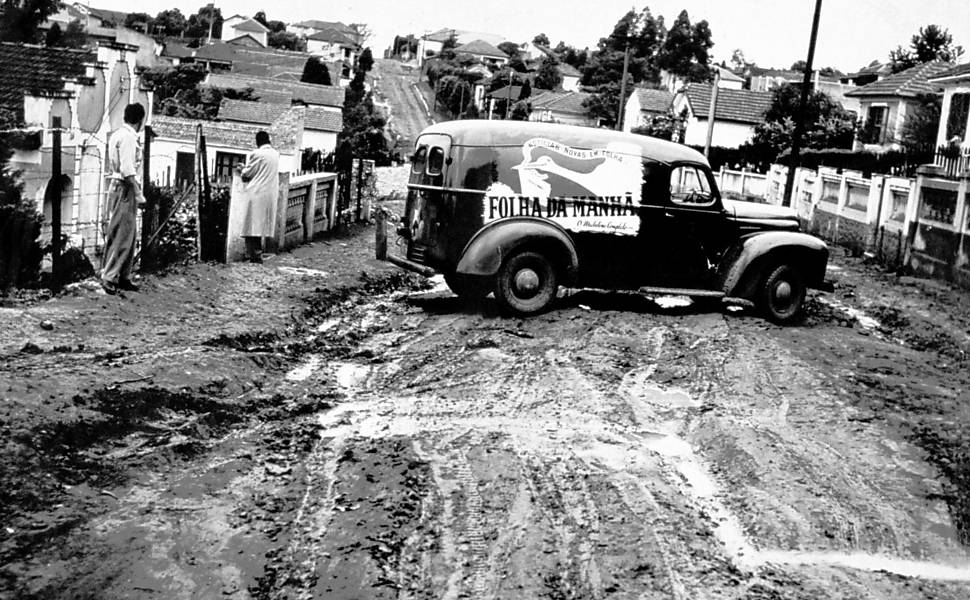
Chevrolet 3100 furgão 1947/8, de propriedade da empresa Folha da Manhã, circulando nas ruas de Vila Prudente em São Paulo (1948).

Chevrolet 3100 foi a versão brasileira de série de caminhões leves e médios Chevrolet Advance-Design Series. Lançada no Brasil em novembro de 1947, foi importada e montada em regime CKD na fábrica de São Caetano do Sul da General Motors do Brasil. Em 1955 sofreu grande redesenho (chamada Série Chevrolet Task Force nos EUA) enquanto sua fabricação foi gradualmente nacionalizada até atingir 50% em 1957, quando passou a ser denominada "Série 3100 Brasil" A Série Chevrolet 3100 foi produzida até meados da década de 1960 quando foi substituída pela versão nacionalizada da Série C/K Chevrolet Série 10 e Chevrolet Veraneio.

## Chevrolet “Marta Rocha” (1955-1959)
A série Task Force, mais conhecida como Chevrolet 3100 Marta Rocha sucedeu à série Advance Design, apelidada no Brasil de Chevrolet Boca de Sapo e Chevrolet Boca de Bagre. Introduzida no decorrer do ano de 1955, trazia um design mais moderno, seguindo a tendência do mercado americano que aos poucos preconizara linhas retilíneas em detrimento das longas curvas comuns nos veículos até então.
A série que se estendeu até 1959, foi a primeira a oferecer nas camionetes Chevrolet motores v8, fazendo frente com a concorrente Ford, que já oferecia tal motorização a mais tempo. Além dos motores v8 GM Small Block 265 (1955-1957) e 283 (1957-1958), também continuava disponível o tradicional seis cilindros em linha Thriftmaster 235. As transmissões oferecidas eram as manuais (com ou sem overdrive) de 3 velocidades na coluna, 4 velocidades no assoalho e a automática Hydramatic. Ademais, o sistema elétrico foi atualizado para 12 volts.
No interior, modificações no sentido de torná-la mais parecida com os carros de passeio visavam ampliar o mercado das camionetes para além dos setores de serviços e rural. Opcionais como estofamento mesclando courvin e tecido, vidro traseiro panorâmico, ar quente além do arrojado painel em forma de V agregavam conforto e luxo na experiência de dirigir uma caminhonete GM.
No Brasil, a série foi apelidada de Marta Rocha, em referência a Miss Brasil de 1954 Martha Rocha, que embora favorita a ganhar o Miss Universo do mesmo ano, apenas abarcou o segundo lugar, perdendo para a vencedora, segundo a lenda, por duas polegadas a mais no quadril. Em 1955, a nova camionete Chevrolet, quando vista de frente, possuía um marcante sobressalto de seus paralamas em relação a largura da cabine, algo próximo das famosas 2 polegadas de Martha Rocha, que junto das ainda presentes curvas em sua lataria, justificaram tal apelido.
Um marco para a indústria automobilística foi o lançamento da série Cameo Carrier, com inovador design desenhado por Chuck Jordan, que acrescentou paralamas mais retos feitos em fibra de vidro no lugar dos paralamas Stepside, e vários opcionais na cabine padrão, sendo uma alternativa para consumidores mais abastados que procuravam um utilitário mais requintado e exclusivo. 10320 Cameos foram produzidas entre os anos de 1955 e 1958.
Quanto a numeração 3100, é uma referência ao tipo e tamanho das carrocerias, sendo confundida de maneira equivocada com a motorização dos veículos. A camionete era oferecida também modelos com carroceria entendida (Long-Bed) com entre eixos maior que o modelo 3100, compondo um modelos que constituíam a série 3000. Para diferenciar os vários modelos dessa série, o último número fazia referência ao modelo, como por exemplo, o furgão Panel tem como referência o número 3105 e a Cameo Carrier tem a referência 3124. Além desses, a série ainda disponibilizava o modelo Suburban Carryall, 3600 e 3800.
Em 1958 e 1959 as design das picapes sofreram consideráveis modificações, recebendo o nome Apache. Vincos mais salientes no capô e paralamas e 4 faróis são exemplos do que mudou. Além disso carrocerias maiores que a Stepside passaram a ser oferecidas, sendo chamadas de Fleetside.
A GM do Brasil no ano de 1956 passou a oferecer aos concessionários uma camionete com preço mais acessível comparado àquela americana, pois importava dos Estados Unidos apenas a cabine sem muitos acessórios e os paralamas traseiros, sendo montado no país o centro da carroceria e a cabine de maneira rústica, utilizando por exemplo setas “orelha de padre”.
As cabines e chassis também foram utilizados pela GMC, que ofereceu modelos com uma proposta mais luxuosa, com estética mais agressiva e pára-choques que remetiam as linhas da Cadillac. Chamada de Blue Chip Series (fichas mais valiosas do Pôquer), vinha equipada com motores maiores que a Chevrolet e opção pela suspensão RSD (Road Shock Damper), estofamento em courvin exclusivo, dentro outras exclusividades. Os motores seis cilindros oferecidos para as camionetes foram o 248 em 1955 e o 270 de 1956 a 1959. Surpreendida com o lançamento do small block que viria equipar os Chevrolet em 1955, a GMC teve que buscar na Pontiac (com quem compartilhava linhas de montagem e escritórios no Michigan) blocos v8 que justificassem a "superioridade" dos GMCs comparados à concorrência. Foram utilizados os blocos Pontiac nos tamanhos 287 (1955), 316 (1955-1956), 347 (1957) e 336 (1958-1959). A GMC, assim como a Chevrolet, também tinha disponibilizava de vários modelos como o 100 (similar ao 3100), o 150 (similar ao 150), o Panel, o Suburban Carryall e o Suburban Pickup (similar a Cameo Carrier).

## Chevrolet Brasil
A Chevrolet Brasil, foi a primeira pick-up GM produzida no Brasil. Seu lançamento ocorreu em julho de 1958 e foi substituída em 1964 pela linha C-10.
Produzida na fábrica de São Caetano do Sul, no estado de São Paulo com índice de nacionalização de 54% do seu peso.
A versão brasileira possui estilo único, pois sua cabine só foi produzida no Brasil. Trata-se de uma mistura do modelo "Advanced Design" (cabine da pick-up 1954 e 1955 1ª série) com a frente americana da série "Task Force" (pick-up 1955 2ª série até 1959).
O nome Chevrolet Brasil se deve ao fato de ser o 1º modelo produzido no mercado brasileiro. Os logotipos do modelo traziam um mapa do Brasil em seu interior.
Equipada inicialmente com o motor Loadmaster 235 (3860cc, 140 HP) da pick-up GM americana, ainda em fins de 1958 recebeu o motor 6 cilindros em linha, Jobmaster 261 (4278cc, 142 HP), fabricado em São José dos Campos, São Paulo.
Posteriormente foi lançada a versão cabine dupla, o Chevrolet Alvorada e a perua de passageiros denominada Chevrolet Amazona. Entrou em produção também um furgão, chamado Chevrolet Corisco.
Em fins de 1962 foi introduzida uma reestilização na dianteira, com nova grade e 4 faróis.
A Chevrolet Brasil permaneceu em produção até março de 1964, quando foi lançada a nova linha Chevrolet C10 / C60.

## História
- 1958: (07/58) É lançada a pick-up modelo 3104, também conhecida como Chevrolet Brasil. Capô dianteiro liso sem vincos; calotas da Marta Rocha 1957; (12/58) capacidade de carga elevada para 735 kg; o motor 235 americano é substituído pelo 261 nacional. Emblema "Chevrolet Brasil" nos paralamas dianteiros. Cabine toda pintada na cor branca, inclusive o teto.
- 1959: (12/59) lançamento da perua Amazona, de três fileiras de bancos e capacidade de oito lugares. Capô dianteiro com dois vincos. Emblema "Chevrolet 3100" nos paralamas dianteiro. O teto passa a ser pintado na cor dos paralamas.
- 1960: Câmbio 3 marchas e diferencial traseiro agora fabricados no Brasil
- 1961: Lançada a perua cabine dupla Alvorada
- 1962: O carburador Rochester monojet importado dos EUA foi substituído pelo carburador DFV-228 nacional. O tanque de gasolina agora é externo, localizado embaixo da caçamba (anteriormente era dentro da cabine, atrás do banco)
- 1963: Nova frente redesenhada, agora conta com faróis duplos. Novo desenho do teto da cabine e parte superior da porta. Vidros traseiros envolventes. Eliminada a luz direcional na coluna da porta (orelha de padre). Limpador de parabrisa agora descansa para o lado do passageiro. Novo chicote elétrico agora com uma caixa de fusíveis protegendo os equipamentos elétricos.

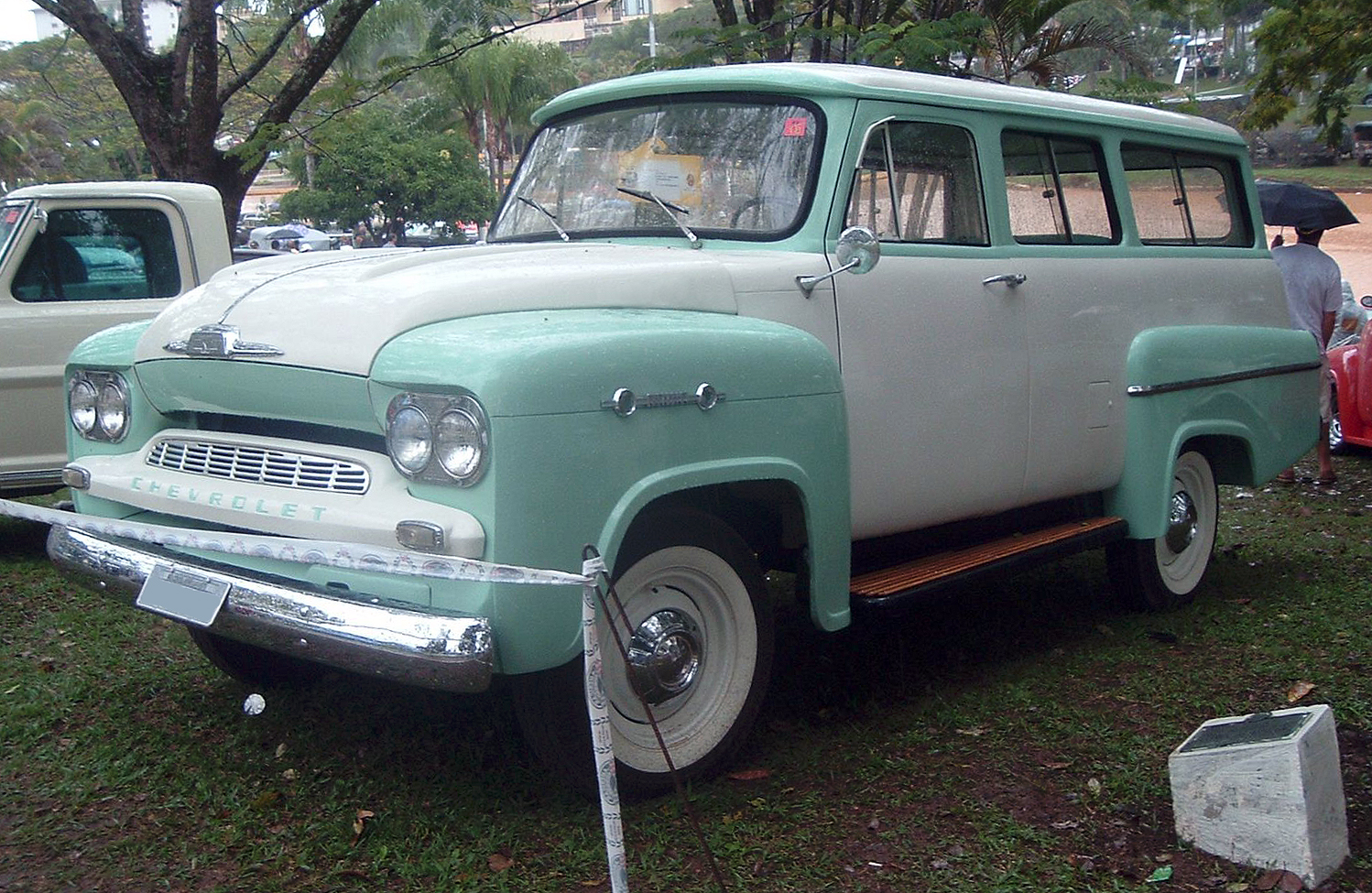
Chevrolet Amazona do ano 1963.

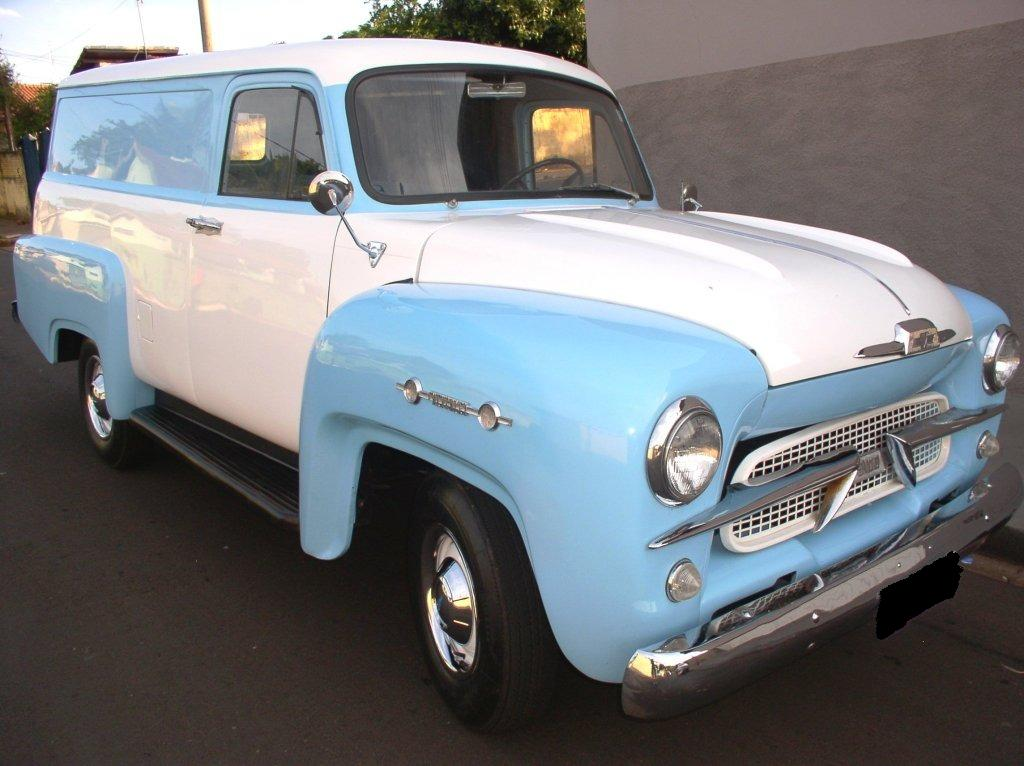
Chevrolet Corisco.